# Park Ki-woong
Park Ki-woong es un actor surcoreano. Es conocido por las series de televisión The Slingshot (2009) y Bridal Mask (2012), así como las películas My Tutor Friend 2 (2007) y Secretly, Greatly (2013). Pinta y exhibe sus obras en Galería.

## Carrera
Park Ki woong debutó en 2004 en el vídeo musical de K2 "Giving You Love", a continuación, lanzó su carrera como actor en 2005. 
En 2008, se convirtió en embajador de honor de su ciudad natal  Andong.
En julio de 2013 liberó el EP You Are My Baby  como regalo especial a sus seguidores. También escribió las letras de la canción principal You Are My Baby la cual presentó junto a Younha.
Park se alistó para su servicio militar obligatorio el 8 de mayo de 2014. Después de someterse a entrenamiento básico fue asignado como un policía durante 21 meses.
Después de culminar el servicio militar, Park hizo una reaparición en el drama de venganza de MBC Monster.
Posteriormente se unió al elenco de película Cheese in the Trap, como un genio musical.
En 2018 protagonizó Return un thriller de misterio.
El 17 de julio de 2019 se unió al elenco de la serie Goo Hae-ryung, la historiadora novata, donde dio vida al Príncipe heredero Lee Jin, el amoroso hermano del Príncipe Lee Rim (Cha Eun-woo), hasta el final de la serie el 26 de septiembre del mismo año.
El 31 de agosto de 2021 se unió al elenco principal de la serie You Raise Me Up donde interpretó a Do Ji-hyuk, el problemático y rico novio de Lee Ru-da, un psiquiatra de práctica privada que dirige un centro de asesoramiento psicológico.

## Filmografía

### Series de televisión
| Año     | Título                                         | Papel                     | Red                     | Notas              | Ref.   |
| ------- | ---------------------------------------------- | ------------------------- | ----------------------- | ------------------ | ------ |
| 2005    | Chosun Police                                  | Choi Jong-gil             | MBC                     |                    |        |
| 2007    | Encore TV Literature "Castella"                | Kim Seung-il              | KBS1                    |                    |        |
| 2008    | Drama City "Love Hunt Thirty Minus Three"      | Jo Hwi-min                | KBS2                    |                    |        |
| 2008    | Night After Night                              | Heo Gyun                  | MBC                     |                    |        |
| 2008    | Seoul Warrior Story                            | Kim Dong-hae              | MBC Dramanet            |                    |        |
| 2008    | Love Marriage                                  | In Kyung-hwan             | KBS2                    |                    |        |
| 2009    | The Slingshot                                  | Ahn Kyeong-tae            | KBS2                    |                    | [ 11 ] |
| 2009    | Invincible Lee Pyung Kang                      | Jo Sun-in                 | KBS2                    |                    |        |
| 2010    | The Slave Hunters                              |                           | KBS2                    |                    |        |
| 2010    | Drama Special "The Scary One, The Ghost and I" | Kang Doo-sub              | KBS2                    |                    |        |
| 2010    | Golden Fish                                    | Han Kang-min              | MBC                     |                    |        |
| 2011    | The Musical                                    | Yoo Jin                   | SBS                     |                    |        |
| 2011    | Me Too, Flower!                                | Exnovio de Cha Bong-sun   | MBC                     | Cameo              |        |
| 2011    | Pianissimo                                     | TrendE                    |                         |                    |        |
| 2012    | Bridal Mask                                    | Kimura Shunji             | KBS2                    |                    | [ 12 ] |
| 2012    | Full House Take 2                              | Won Kang-hwi              | SBS Plus/ TBS Channel 2 |                    | [ 13 ] |
| 2013    | Good Doctor                                    | Park Woong-ki             | KBS2                    | Cameo, episodio 20 | [ 14 ] |
| 2013    | Drama Festival "Swine Escape"                  | Lee Ho-yeon               | MBC                     |                    | [ 15 ] |
| 2016    | Monster                                        | Doh Geon-woo              | MBC                     |                    |        |
| 2018    | Return                                         | Kang In-ho                | SBS                     |                    |        |
| 2019    | Goo Hae-ryung, la historiadora novata          | Príncipe heredero Lee Jin | MBC                     |                    |        |
| 2020    | Kkondae Intern                                 | Namgoong Jun Soo          | MBC                     |                    | [ 16 ] |
| 2021    | You Raise Me Up                                | Psiq. Do Ji-hyuk          | Wave                    | Serie web          | [ 17 ] |
| 2021    | The King's Affection                           | Tae Gam, Jefe de eunucos  | KBS2                    |                    | [ 18 ] |
| 2023    | Pandora: Beneath the Paradise                  | Jang Do-jin               | tvN                     |                    | [ 19 ] |
| 2023-24 | Mi chico es Cupido                             | Seo Jae-hee               | Prime Video             | Serie web          | [ 20 ] |

### Películas
| Año  | Título             | Papel                            | Ref.   |
| ---- | ------------------ | -------------------------------- | ------ |
| 2005 | Kaidan             | Lee Dong-ho                      |        |
| 2006 | Art of Fighting    | Jae-hoon                         |        |
| 2007 | My Tutor Friend 2  | Jong-man                         |        |
| 2007 | Someone Behind You | Hong Seok-min                    |        |
| 2011 | War of the Arrows  | Dorgon                           | [ 21 ] |
| 2012 | Never Ending Story | hermano de Dong-joo              |        |
| 2013 | Secretly, Greatly  | Rhee Hae-rang                    | [ 22 ] |
| 2014 | Mad Sad Bad        | Yeo-wool (segmento: "I Saw You") | [ 23 ] |
| 2015 | Made in China      | Chen                             | [ 24 ] |
| 2018 | Cheese in the Trap | Baek In-ho                       |        |

### Espectáculos de variedades
| Año       | Programa                                                       | Notas                 | Red            |
| --------- | -------------------------------------------------------------- | --------------------- | -------------- |
| 2021      | We Don't Bite: Villains in the Countryside (We Won’t Hurt You) | (ep. #3-5) - invitado | tvN / tvN Asia |
| 2021      | Running Man                                                    | (ep. #569) - invitado | SBS            |
| 2013-2014 | Beating Hearts                                                 | Miembro del reparto   | SBS            |

### Vídeos musicales
| Año  | Título de canción        | Artista |
| ---- | ------------------------ | ------- |
| 2004 | "Giving You Love"        | K2      |
| 2006 | "City Life"              | Defconn |
| 2008 | "Because of a Man"       | JOO     |
| 2013 | "The Reason We Broke Up" | Younha  |

## Premios y nominaciones
| Año  | Premio                                                    | Categoría                    | Trabajo nominado                         | Resultado |
| ---- | --------------------------------------------------------- | ---------------------------- | ---------------------------------------- | --------- |
| 2009 | KBS Premios de obra                                       | mejor actor nuevo            | The Slingshot, Invincible Lee Pyung Kang | Nominado  |
| 2012 | KBS Premios de obra                                       | mejor actor de reparto       | Bridal Mask                              | Ganador   |
| 2012 | KBS Premios de obra                                       | mejor pareja junto a Joo Won | Bridal Mask                              | Nominado  |
| 2018 | Top Excellence Award, Actor in a Wednesday-Thursday Drama | SBS Drama Award              | Return                                   | Nominado  |
| 2018 | Best Character                                            | SBS Drama Award              | Return                                   | Ganador   |
| 2021 | Culture, Sports, and Tourism Commitee Award               | 2021 Newsis K-Expo           | -                                        | Ganador   |